# Janet Frame
Janet Paterson Frame Clutha, mais conhecida como Janet Frame (Dunedin, 28 de agosto de 1924 – 29 de janeiro de 2004), foi uma novelista, escritora de contos e poeta neozelandesa.
Recebeu numerosos prêmios, incluída a designação para a Ordem de Nova Zelândia, o mais alto honra civil do país.
Após anos de hospitalização psiquiátrica, planejou submetê-la a uma lobotomia, que decidiu cancelar quando, poucos dias dantes da operação, sua primeira publicação de contos recebeu inesperadamente um prêmio literário nacional. Muitas de suas novelas e contos exploram sua infância e sua hospitalização psiquiátrica desde uma perspectiva fictícia, e sua premiada autobiografía de três volumes foi adaptada ao filme An Angel at My Table (1990), dirigida por Jane Campion.

## Biografia

### Primeiros anos: 1924-1956

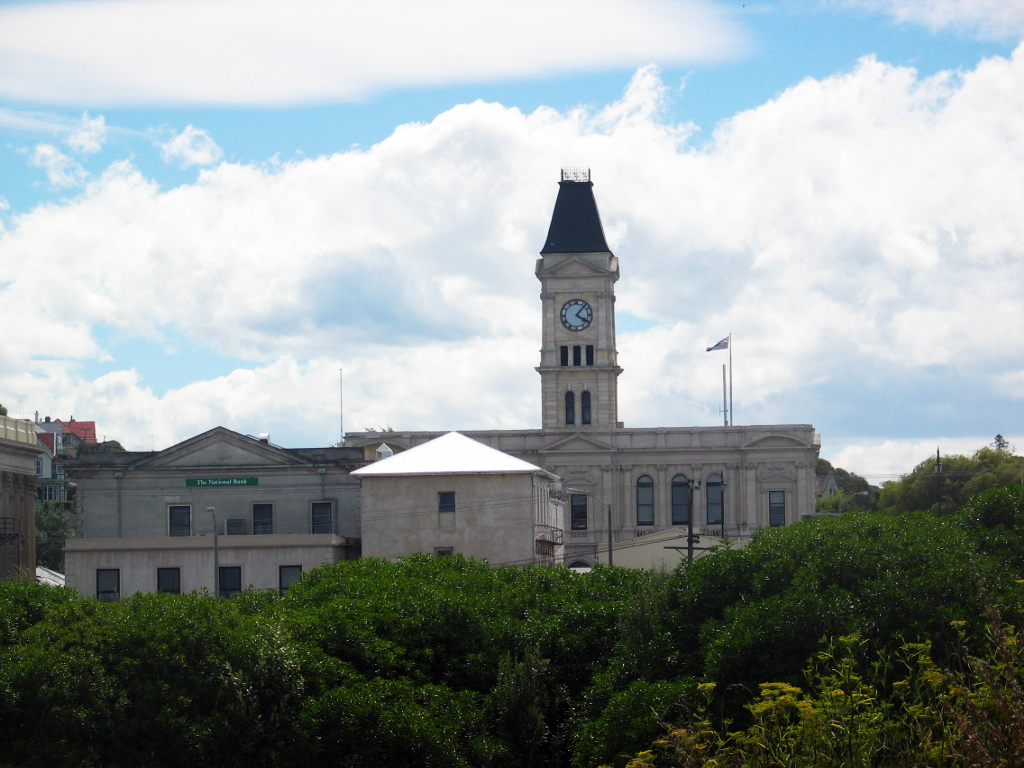
Oamaru : torre do relógio no antigo escritório de correios, descrita em Frame's Quando canta o búho e seu autobiografía, The Envoy from Mirror City

Janet Frame nasceu como Janet Paterson Frame em Dunedin, no sudeste da Ilha Sul da Nova Zelândia, a terceira filha de cinco filhos de pais de descendência escocesa. Cresceu numa família de classe trabalhadora. Seu pai, George Frame, trabalhava para os Caminhos-de-ferro do Governo de Nova Zelândia, e sua mãe, Lottie, desempenhou-se como empregada doméstica da família da escritora Katherine Mansfield. A primeira mulher graduada em medicina de Nova Zelândia, a Dra. Emily Hancock Siedeberg, ofició como partera de Frame no Hospital St. Helens em 1924.
Frame passou nos primeiros anos de sua infância em vários povos pequenos nas províncias de Otago e Southland, na ilha sul de Nova Zelândia, incluídos Outram e Wyndham, dantes de que a família finalmente se estabelecesse no povo costero de Oamaru (reconocible como o "Waimaru" de sua novela debut e posteriores ficção). Como se relata no primeiro volume de seu autobiografía, a infância de Frame se viu empañada pela morte de duas de suas irmãs adolescentes, Myrtle e Isabel, que se afogaram em incidentes separados, e os ataques epilépticos que sofreu seu irmão George (conhecido como "Geordie" e "Bruddie").
Em 1943, Frame começou a formar-se como professora na Faculdade de Educação de Dunedin, dando cursos de inglês, francês e psicologia na adjacente Universidade de Otago. Após completar dois anos de estudos teóricos com resultados mistos, Frame começou um ano de prática na Escola Arthur Street em Dunedin, que, segundo sua biógrafo, inicialmente foi bastante bem. As situação piorou mais tarde nesse ano quando ela tentou se suicidar ingerindo um pacote de aspirinas. Como resultado, Frame começou sessões de terapia periódicas com o professor John Money, por quem desenvolveu uma forte atração, e cujo trabalho posterior como sexólogo especializado em terapia de transexualizador foi polémico.

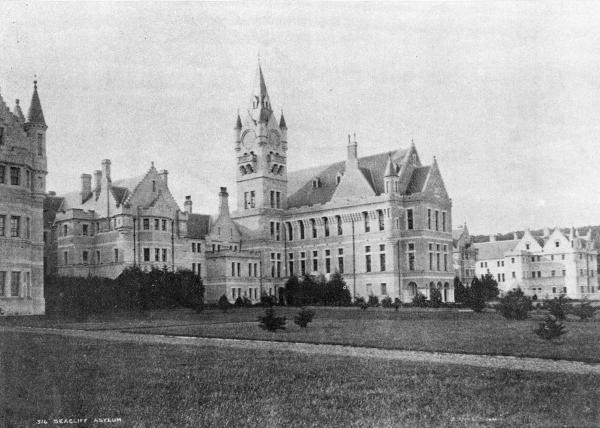
Seacliff Lunatic Asylum na região de Otago, lugar onde Frame foi internada pela primeira vez em 1945.

Em setembro de 1945, Frame abandonou sua sala de formação de professores na Arthur Street School de Dunedin durante a visita de um inspector. Depois foi admitida brevemente na sala psiquiátrica do hospital local de Dunedin para observação. Frame não estava disposta a regressar a casa com sua família, onde as tensões entre seu pai e seu irmão se manifestavam com frequência em episódios de ira e violência. Como consequência disso, Frame foi transferida à sala psiquiátrica do hospital local a Asilo de Lunáticos de Seacliff, uma histórica e temida instituição psiquiátrica localizada a 20 milhas ao norte de Dunedin. Durante os seguintes oito anos, Frame foi readmitida repetidamente, pelo geral voluntariamente, em hospitais psiquiátricos de Nova Zelândia. Além de Seacliff, estes incluíram Asilo de Lunáticos de Whau, em Auckland, e Sunnyside Hospital em Christchurch. Durante este período diagnosticou-se-lhe pela primeira vez esquizofrenia, que foi tratada com terapia electroconvulsiva e insulina.

## Carreira literária

### 1957-1989
Frame deixou Nova Zelândia a fins de 1956 e os seguintes sete anos foram muito prolíficos em termos de publicação. Viveu e trabalhou em Europa, principalmente em Londres, com breves estadias em Ibiza e Andorra. Em maio de 1958, mudou legalmente seu nome a Nene Janet Paterson Clutha, em parte para fazer-se mais difícil de localizar e em parte para reconhecer ao líder maorí Tamati Waka Nene, a quem admirava, e ao rio Clutha, que foi uma fonte de inspiração criativa. Frame ainda lutava contra a ansiedade e a depressão, e em setembro de 1958 ingressou no Maudsley Hospital de Londres. O psiquiatra formado em Estados Unidos, Alan Miller, que estudou com John Money na Universidade Johns Hopkins, sustentou que nunca tinha sofrido esquizofrenia. Num esforço por aliviar os efeitos nocivos dos anos que passou dentro e fora dos hospitais psiquiátricos, Frame começou sessões de terapia periódicas com o psiquiatra Robert Hugh Cawley, quem a animou a seguir escrevendo. Frame dedicou sete de suas novelas a Cawley.
Regressou a Nova Zelândia em 1963, ainda que não dantes de passar um breve período de tempo vivendo na zona rural do norte de Suffolk (para perto de a cidade de Eye), o que lhe deu a inspiração para sua novela de 1965 The Adaptable Man. Aceitou a Bolsa Burns na Universidade de Otago em 1965. Mais tarde viveu em várias partes da Ilha Norte de Nova Zelândia, incluídas Auckland, Taranaki, Wanganui, Horowhenua, Palmerston North, Waiheke, Stratford, Browns Bay e Levin.
Durante este período, Frame viajou ocasionalmente pela Europa, mas especialmente programou viagens para os Estados Unidos, onde aceitou residências nas colónias de artistas MacDowell e Yaddo. Em parte como resultado destas estadías prolongadas nos EE. UU., Frame desenvolveu relações próximas com vários estadunidenses. Estes incluíram o pintor Theophilus Brown (a quem mais tarde se referiu como "a principal experiência de minha vida" ) e seu colega de muito tempo Paul John Wonner, o poeta May Sarton, John Phillips Marquand e Alan Lelchuck. O antigo tutor/conselheiro universitário de Frame e amigo de muito tempo, John Money, trabalhou em América do Norte desde 1947 em adiante, e Frame com frequência estabelecia-se em sua casa em Baltimore.
Na década de 1980, Frame escreveu três volumes de autobiografía (To the Island, An Angel at my Table e The Envoy from Mirror City) que traçaram colectivamente o curso de sua vida até seu regresso a Nova Zelândia em 1963. O novelista australiano Patrick White descreveu os dois primeiros volumes como "entre as maravilhas do mundo". A diretora Jane Campion e a roteirista Laura Jones adaptaram a trilogía para uma transmissão televisiva. Finalmente estreou-se como um largometraje galardoado, An Angel at My Table. As actrizes Kerry Fox, Alexia Keogh e Karen Fergusson retrataron à autora em diferentes idades. As autobiografías de Frame venderam-se melhor que qualquer de suas publicações anteriores, e a exitosa adaptação cinematográfica introduziu uma nova geração de leitores a seu trabalho. Estes sucessos focaram a atenção pública a cada vez mais a sua pessoa.
Nas Honras do Aniversário da Rainha de 1983, Frame foi nomeada Comandante da Ordem do Império Britânico, por seus serviços à literatura.  Nesse ano, To the Island também recebeu o prêmio Goodman Fielder Wattie Book of the Year, o prêmio literário mais renomado da Nova Zelândia.
Frame acreditava que as autobiografias "deixassem as coisas claras" com respeito a seu passado e, em particular, a seu estado mental. No entanto, a especulação crítica e pública tem seguido centrando em sua saúde mental. Em 2007, após a morte de Frame, The New Zealand Medical Journal publicou um artigo de um médico especialista que propunha que Frame poderia ter estado no espectro do autismo, uma sugestão que foi questionada pelo executor literário do autor.

### 1990-2000
O 6 de fevereiro de 1990, Frame foi a decimosexta membro da Ordem de Nova Zelândia, o mais alto honra civil da nação. Frame também foi membro estrangeira da Academia Estadounidense de Artes e Letras e, em sua Nova Zelândia natal, recebeu duas doctorados honorarios, bem como o status de ícono cultural. Ocasionalmente circularam rumores que citavam a Frame como candidata ao Prêmio Nobel de Literatura, sobretudo em 1998, após que um jornalista visse seu nome na parte superior de uma lista que depois se revelou que estava em ordem alfabética, e novamente cinco anos mais tarde, em 2003, quando Åsa Beckman, a influente crítica literária em chefe do diário sueco Dagens Nyheter, predisse erroneamente que Frame ganharia o prestigioso prêmio.
A escritura de Frame converteu-se no foco da crítica académica desde finais da década de 1970, com enfoques que vão desde o marxista e o realismo social até o feminista e o postestructuralista. Em anos posteriores, publicaram-se múltiplos monografías sobre Frame. Estas incluíram a contribuição biocrítica de Patrick Evans para a "Série de autores mundiais de Twayne", Janet Frame (1977), a leitura feminista das novelas e autobiografías de Gina Mercer, Janet Frame: Subversive Fictions (1994) e o enfoque alegórico de Judith Dell Panny à Obras, I have what I gave: The fiction of Janet Frame (1992). Uma colecção de ensaios editada por Jeanne Delbaere publicou-se pela primeira vez em 1978, numa edição revisada publicada baixo o título The Ring of Fire: Essays on Janet Frame em 1992. Nesse mesmo ano, a Universidade de Otago de Dunedin organizou uma conferência dedicada a uma discussão sobre o trabalho de Frame. Muitos dos artigos publicaram-se numa edição especial de The Journal of New Zealand Literature.
Em 2000, o historiador neozelandês Michael King publicou sua biografia autorizada de Frame, Wrestling with the Angel. O livro lançou simultaneamente em Nova Zelândia e América do Norte, e as edições britânica e australiana apareceram em anos posteriores. O trabalho exaustivo de King recebeu tanto elogios quanto críticas. Alguns questionaram até que ponto Frame guio a mão de sua biógrafo, enquanto outros argumentaram que não tinha conseguido aceitar a complexidade e subtileza de seu tema. Além da controvérsia, King admitiu abertamente que ocultou informação "que teria sido uma fonte de vergonha e angústia para ela", e que adoptou a noção de "verdade compassiva" da editora Christine Escola Catley. Esta aboga por "uma apresentação de evidência e conclusões que cumpram com os objectivos principais da biografia, mas sem a revelação de informação que envolveria ao sujeito vivo numa vergonha injustificada, perda de prestígio, dor emocional ou físico, ou um colapso nervoso ou psiquiátrico". King defendeu sua posição e sustentou que as futuras biografias de Frame eventualmente encheriam os vazios deixados por seu próprio trabalho.

### Morte e publicações póstumas
Frame morreu em Dunedin em janeiro de 2004, aos 79 anos, de leucemia mieloide aguda, pouco depois de converter-se numa dos primeiras em receber os prêmios Icon Awards da Fundação das Artes de Nova Zelândia, estabelecidos para celebrar e reconhecer aos artistas de Nova Zelândia que têm atingido os mais altos regulares artísticos. Publicaram-se várias obras póstumas, incluído um volume de poesia titulado The Goose Bath, que recebeu o prêmio de poesia mais importante de Nova Zelândia em 2007. Isto gerou uma controvérsia menor entre os críticos que sentiram que o prêmio póstumo "sentava um precedente incõmodo". Também se publicou postumamente uma novela, Towards Another Summer, uma obra inspirada num fim de semana que Frame passou com o jornalista britânico Geoffrey Moorhouse e sua família. Em 2008, apareceram em The New Yorker dois contos inéditos ambientados em hospitais psiquiátricos.  Outro conto inédito publicou-se em The New Yorker em 2010. Em março de 2011, a sucursal de Nova Zelândia de Penguin Books adquiriu os direitos para publicar três novas edições do trabalho de Frame. Estes foram: Janet Frame in Her Own Words (2011), uma colecção de entrevistas e não ficção, Gorse is Not People: New and Uncollected Stories (2012) (publicado em EE. UU. como Between My Father and the King: New and Uncollected Stories), e a novela In the Memorial Room (2013).
Em 2010, Gifted, uma novela do académico neozelandés e ex biógrafo de Frame, Patrick Evans, foi publicada e posteriormente pré-selecionada para o Commonwealth Writers' Prize. A história é um relato fictício da relação entre Janet Frame e Frank Sargeson durante o tempo que ela viveu como convidada em sua propriedade de Takapuna em 1955-1956, uma época relatada em várias obras de Frame e seus contemporâneos e dramatizada no filme de Campion, An Angel at My Table (1990). Em 2013, a novela de Evans adaptou-se ao teatro e estreou-se no Festival das Artes de Christchurch o 22 de agosto de 2013, seguida de uma gira prolongada pelas ilhas norte e sul de Nova Zelândia. Uma vez que recebeu críticas positivas, a promoção e a posta em cena da produção atraíram fortes críticas da testamenteira literária e sobrinha de Frame, Pamela Gordon, quem sustentou que "foi desenhada para degradar a Frame". Gordon, quem também criticou o filme de Campion por inexactitudes em sua representação de Frame, afirmou que a adaptação teatral de Evans apresentava uma visão infiel de seu famosa parente. O organizador do festival, Philip Tremewan, defendeu a obra, enquanto o diretor Conrad Newport sustentou que Gordon era "sobreprotetor do legado [de Frame]". Evans geralmente evitou a controvérsia e afirmou: "Tenho publicitado seu trabalho e tenho-o popularizado entre dois ou três gerações de estudantes. Em Superdotados, a obra de teatro e novela, só há que olhar o título para ver qual é minha atitude. Realmente não acho que tenha nada pelo que me desculpar".

## Livros

### Novelas e contos
- 1951 The Lagoon and Other Stories. Christchurch: Caxton Press.
- 1957 Owls Do Cry. Christchurch: Pegasus Press. Traducido como Cuando canta el búho, Trotalibros Editorial, 2024. Traducción de Patricia Antón.
- 1961 Faces in the Water. Christchurch: Pegasus Press; Nueva York: Braziller. Traducido al español como Rostros en el agua, Ediciones B, 1991, Traductora, Marta Pessarrodona; Trotalibros Editorial, 2021. Traducción de Patricia Antón.
- 1962 The Edge of the Alphabet. Christchurch: Pegasus Press. Traducido al  español como Al margen del alfabeto, Plaza y Janés, 1966. Traductor J.Ferrer Aleu.
- 1963 Scented Gardens for the Blind. Londres: WH Allen.
- 1963 The Reservoir: Stories and Sketches/Snowman Snowman: Fables and Fantasies. Nueva York: Braziller.
- 1965 The Adaptable Man. Londres: WH Allen.
- 1966 A State of Siege. Nueva York: Braziller.
- 1968 The Rainbirds. Londres: WH Allen.
- 1969 Mona Minim and the Smell of the Sun. Nueva York: Braziller. Libro infantil. Traducido al español como Mona Monim y el olor del Sol. Eitorial Siruela, 1994. Traductores Ersilia Aguilera y Francisco González.
- 1970 Intensive Care. Nueva York: Braziller.
- 1972 Daughter Buffalo. Nueva York: Braziller.
- 1979 Living in the Maniototo. Nueva York: Braziller.
- 1983 You Are Now Entering the Human Heart. Wellington: Victoria University Press. Cuentos.
- 1989 The Carpathians. Nueva York: Braziller.
- 2007 Towards Another Summer. Auckland: Vintage (Póstumo). Traducido como Hacia otro verano, Seix-Barral, 2009. Traductor, Aleix Montoto.

### Poesia
- 1967 The Pocket Mirror. Nova York: Braziller.
- 2006 The Goose Bath. Auckland: Random House/Vintage (Póstumo).

### Autobiografia
- 1982 To the Is-Land (Autobiography 1). Nova York: Braziller.
- 1984 An Angel at My Table (Autobiography 2). Nova York: Braziller.
- 1984 The Envoy From Mirror City (Autobiography 3). Auckland: Century Hutchinson.
- 1989 An Autobiography (ed. completa). Auckland: Century Hutchinson. Reunida com o título An Angel at My Table, Londres: Virago, 2008. Traduzido ao espanhol como Um anjo em minha mesa, Seix-Barral, 2009. Tradutores: Juan Antonio Gutiérrez-Larraya, Ana María da Fonte e  Elsa Mateo

## Prêmios e honras
- 1951: Hubert Church Prose Award (The Lagoon and other Stories)
- 1956: New Zealand Literary Fund Grant
- 1958: New Zealand Literary Fund Award for Achievement (Quando canta o búho)
- 1964: Hubert Church Prose Award (Scented Gardens for the Blind), New Zealand Literary Fund Scholarship in Letters.
- 1965: Robert Burns Fellowship, University of Otago, Dunedin, NZ
- 1967:  "Buckland Literary Award." (The Reservoir and Other Stories/A State of Siege)
- 1969: New Zealand Literary Fund Award (The Pocket Mirror: Poems)
- 1971: Buckland Literary Award (Intensive Care), Hubert Church Prose Award. (Intensive Care)
- 1972: President of Honour: P.E.N. International New Zealand Centre, Wellington, NZ
- 1973: James Wattie Book of the Year Award (Daughter Buffalo)
- 1974: Hubert Church Prose Award (Daughter Buffalo), Winn-Manson Menton Fellowship.
- 1978: Honorary Doutor of Literature (D.litt. Honoris Causa) University of Otago, Dunedin, NZ
- 1979: Buckland Literary Award (Living in the Maniototo)
- 1980: New Zealand Book Award for Fiction (Living in the Maniototo)
- 1983: Buckland Literary Award, Sir James Wattie Book of the Year Award (To the Is-Land), C.B.E. (Commander, Order of the British Empire)
- 1984: Frank Sargeson Fellowship, University of Auckland, NZ
- 1984: New Zealand Book Award for Non-Fiction (An Angel at My Table), Sir James Wattie Book of the Year Award (An Angel at My Table), Turnovsky Prize for Outstanding Achievement in the Arts
- 1985: Sir James Wattie Book of the Year Award (The Envoy from Mirror City)
- 1986: New Zealand Book Award for Non-Fiction (The Envoy from Mirror City), Honorary Foreign Member: The American Academy and Institute of Arts and Letters
- 1989: Ansett New Zealand Book Award for Fiction, Commonwealth Writers Prize for Best Book (The Carpathians)
- 1990: Ou.N.Z. (Member, Order of New Zealand)
- 1992: Honorary Doutor of Literature (D.litt.), University of Waikato, Hamilton, NZ
- 1994: Massey University Medal, Massey University, Palmerston North, NZ
- 2003: Arts Foundation of New Zealand Icon Award, New Zealand Prime Minister’s Award for Literary Achievement[27]
- 2007: Montana Book Award for Poetry (The Goose Bath)